# Impero Galattico (Asimov)

Nei romanzi del Ciclo dei Robot, del Ciclo dell'Impero e del Ciclo della Fondazione di Isaac Asimov, l'Impero Galattico è un vasto impero che copre l'intera via Lattea, cui appartengono quasi tutti i pianeti colonizzati dall'uomo. La sua descrizione è chiaramente ispirata alla storia dell'Impero romano. A differenza della maggior parte degli imperi galattici descritti nella fantascienza più recente, l'Impero Galattico asimoviano non è caratterizzato negativamente ed è un'istituzione generalmente benigna.
Al momento del suo declino (nel 12069 E.G.) esso comprende oltre venticinque milioni di mondi abitati, tutti colonizzati da abitanti della Terra (e non dagli spaziali), sebbene la posizione e il nome del pianeta d'origine dell'umanità siano stati dimenticati, e sono un problema di storia, il Problema delle Origini.
La capitale dell'Impero Galattico è Trantor, un pianeta interamente ricoperto da un'unica enorme megalopoli (una tipica Ecumenopoli), situato in prossimità del centro galattico. Vi si trovano la residenza dell'Imperatore e gli organi di controllo amministrativo dell'Impero. La maggior parte della popolazione della Galassia (circa i tre quarti) risiede nella parte centrale della Spirale.

## Storia
L'Impero Galattico deriva da un preesistente Impero Trantoriano, che appare già nei due romanzi del ciclo dell'Impero Il tiranno dei mondi e Le correnti dello spazio: inizialmente composto di soli cinque mondi, lo stato fondato da Trantor (prima una Repubblica, poi una Confederazione, poi un Impero) inglobò sempre più sistemi stellari nel corso dei millenni, fino a fondare un vastissimo Impero Galattico e rimanendone la capitale per migliaia di anni ("centinaia di generazioni" secondo l'Enciclopedia Galattica). Aveva una superficie abitata di oltre 75 milioni di miglia quadrate e consisteva di una singola città, un ecumenopoli, con oltre 40 miliardi di abitanti (45 miliardi nell'epoca di massimo splendore, sotto gli imperatori Entunsiani).
Prima dell'ascesa come Impero Galattico, l'Impero Trantoriano (che comprendeva circa metà della Galassia) si trovò in competizione con altre entità statali per il dominio della Galassia, come lo Stato di Sark (che traeva il proprio potere nella Galassia dal monopolio del tessuto polifunzionale Kyrt), lo Stato di Sirio, il Regno di Vega e altre numerose entità statali multiplanetarie; tuttavia Trantor riuscì, lentamente nel corso dei millenni, a prevalere su di esse ed infine ad assorbirle nei suoi domini, fondando uno Stato-galassia noto semplicemente come Impero Galattico o Impero, destinato a durare 12.069 anni, di cui Franken I divenne il primo sovrano.
La data di fondazione vera e propria dell'Impero è incerta, perché le date fornite nei racconti sono espresse in anni dell'Era Galattica e dell'Era della Fondazione, e non dopo Cristo (l'1 E.G. è considerato l'anno di fondazione dell'Impero, che corrisponde all'anno 11584 d.C.)
Per 12069 anni, l'Impero sarà l'unica forza politica della Galassia, che governerà tutta l'Umanità sotto la sua egida.
Attorno al 12000 E.G., l'Impero è avviato verso la decadenza; Chetter Hummin, parlando ad Hari Seldon nel 12020 E.G. (all'inizio di Preludio alla Fondazione), pone la stasi nella ricerca scientifica e la diminuzione della popolazione di Trantor come due dei sintomi della crisi.
L'ultimo Imperatore forte prima della disgregazione dell'Impero è Cleon I, che sale al trono nel 12010 E.G. succedendo al padre Stanel VI. Cleon I avrà come Primo Ministro prima Eto Demerzel e poi Hari Seldon, prima di essere assassinato da Mandell Gruber nel 12038 E.G.
Dopo la sua morte il potere passa nelle mani di una Giunta Militare, che governerà per dieci anni con vari comandanti, prima di cadere vittima di un golpe, per aver tentato di imporre una tassa pro-capite agli abitanti di Trantor.
Il potere passa allora all'aristocrazia, che governa attraverso la cosiddetta Commissione per la Sicurezza pubblica, composta principalmente dalle famiglie Chen e Divart. Gli imperatori immediatamente successivi alla Giunta, come ad esempio Agis XIV o Daluben IV, che firmò l'atto di esilio degli Enciclopedisti, avranno poco potere e saranno ridotti sostanzialmente al rango di prestanome.
Durante questa fase storica avvengono molte insurrezioni (ad esempio la rivolta di Santanni del 12058 E.G., nella quale perde la vita Raych Seldon), ma le prime dichiarazioni d'indipendenza che vengono riconosciute dall'Impero avvengono attorno al 12118 E.G. (50 E.F., era della Fondazione) coinvolgono le prefetture più vicine al pianeta Terminus (i cosiddetti quattro Regni). Da questo momento l'Impero continuerà a perdere territori, mentre molti pianeti si rivoltano e si susseguono le guerre civili provocate dall'ambizione dei Viceré; l'ultima campagna di conquista dell'Impero verrà compiuta contro la Fondazione da Bel Riose sotto Cleon II (l'ultimo Imperatore forte dell'Impero), ma si risolverà in un fallimento a causa dell'impossibilità di creare un rapporto di fiducia tra l'Imperatore e il generale, a causa della mancanza di un vero potere nelle mani dell'Imperatore.
Trantor continuò a rimanere la capitale dell'Impero anche nei periodi del suo sfaldamento; per alcuni secoli, anzi, il pianeta accrebbe addirittura la propria ricchezza, noncurante dello sfacelo in cui lentamente tutta la Galassia stava sprofondando a partire dalla Periferia galattica, talmente lontana e remota per i trantoriani da essere considerata trascurabile, se non inutile.
In seguito la decadenza continuerà fino al saccheggio di Trantor avvenuto attorno al 260 E.F. (o 12329 E.G.), in seguito al quale l'ultimo Imperatore, Dagobert IX, vivrà su Neo-Trantor governando su soltanto una ventina di pianeti, prima che l'Impero sia definitivamente distrutto dal Mulo.

## Influenze
George Lucas si ispirò ai romanzi di Asimov per definire l'universo di Guerre stellari, sebbene il suo Impero Galattico venga fondato con intenti malevoli. Lo stesso pianeta-capitale Coruscant, ricoperto interamente da edifici, richiama in maniera eclatante Trantor.